# Hoffmaestro
Hoffmaestro (auch bekannt als Hoffmaestro & Chraa) ist eine elfköpfige Ska-/Reggae-Band aus Stockholm. 

## Geschichte
Die elf Mitglieder von Hoffmaestro lernten sich in den 1990er Jahren in Stockholm kennen und schrieben erste Songs, die die verschiedenen musikalischen Hintergründe der Bandmitglieder vereinten. 2005 veröffentlichten sie den Film Stockholm Boogie, zu dem sie das Drehbuch und den Soundtrack schrieben. Der Titelsong des Films war Desperado, eine spätere Single der Band. In den folgenden Jahren wurden zwei EPs veröffentlicht und das Video zur 2006 veröffentlichten Single Young Dad wurde für den Grammis nominiert. 2008 wurde das Album The Storm veröffentlicht. Die Single Highway Man vom selben Album wurde erst 2010 erfolgreich, erreichte aber bis 2012 Doppelplatin-Status.
Nachdem die Band 2009 und 2010 ausgiebig tourte und 2010 die am meisten tourende Band in Schweden wurde, wurde im Oktober 2010 das Album skank-a-tronicpunkadelica veröffentlicht. 2010 war zudem das erste Album The Storm das in Schweden am drittmeisten gespielte Album bei Spotify hinter den jeweils aktuellen Alben von Lady Gaga und Eminem.

## Stil
Hoffmaestro mischen verschiedenste Genres wie Ska, Reggae, Techno, Funk und Country. Sie selber nennen ihren Stil skank-a-tronicpunkadelica.

## Diskografie

### Alben
- The Storm (2008, Warner Music)
- skank-a-tronicpunkadelica (2010, Chraamofon)

### Singles

#### Als Hoffmaestro
- 2005: I'm Not Leaving Now
- 2006: Young Dad

#### Als Hoffmaestro & Chraa
- 2007: Desperado
- 2009: Ibracadabra
- 2010: Highway Man